# Jegun
Jegun este o comună în departamentul Gers din sudul Franței. În 2009 avea o populație de 1.136 de locuitori.

## Evoluția populației
| An        | 1975 | 1982 | 1990 | 1999 | 2006  | 2009  |
| --------- | ---- | ---- | ---- | ---- | ----- | ----- |
| Populație | 971  | 949  | 976  | 968  | 1.086 | 1.136 |